# Supercoppa svizzera 2021 (pallavolo femminile)
La Supercoppa svizzera 2021 si è svolta il 19 settembre 2021: al torneo hanno partecipato due squadre di club svizzere e la vittoria finale è andata per la terza volta al Neuchâtel.

## Regolamento
Le squadre hanno disputato una gara unica.

## Squadre partecipanti
| Squadra   | Qualificazione                       |
| --------- | ------------------------------------ |
| Kanti     | Vincitrice Coppa di Svizzera 2020-21 |
| Neuchâtel | Vincitrice Lega Nazionale A 2020-21  |

## Torneo
| 19 settembre 2021 Arena Mobilière, Muri bei Bern Durata: ? - Spettatori: 929 | Neuchâtel | 3 - 0 | Kanti | 25-14, 25-23, 25-15 |